# Aerosanie
Aerosanie – pojazd na płozach wyposażony w silnik ze śmigłem (zwykle pchającym), rodzaj sań napędzanych, podobnie jak skuter śnieżny przez silnik spalinowy, służący do poruszania się po terenie pokrytym śniegiem lub lodem. Prędkość tego pojazdu w zależności od konstrukcji wynosi od 25 do 140 km/h. Rozpowszechnione w czasie wojny radziecko-fińskiej 1939-1940 i II wojny światowej na wyposażeniu Armii Czerwonej. Polska nazwa wywodzi się z rosyjskiego aэросани, mającego podkreślić "powietrzny" napęd sań.

## Historia

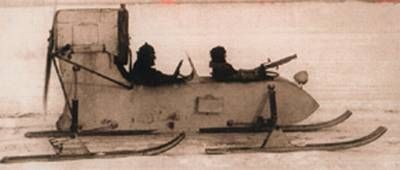
Radzieckie aerosanie RF-8 (GAZ-98)

Najprawdopodobniej pierwsze aerosanie skonstruował młody Igor Sikorski w latach 1909–1910 ze sklejki z wykorzystaniem silnika lotniczego i śmigła. Pierwsze konstrukcje przewidziane były jako środek transportu, około 1915 znalazły zastosowanie wojskowe. W czasie wojny radziecko-fińskiej niektóre zostały wyposażone w karabin maszynowy, ale stosowane też były do transportu i ewakuacji rannych. Wobec niskiej manewrowości i słabych możliwości pokonywania wzniesień nie sprawdziły się na leśnych drogach i przydatne były tylko na otwartej przestrzeni, zamarzniętych rzekach i jeziorach.
Podstawowe zastosowanie wojskowe tych pojazdów to zwiad i rozpoznanie z możliwością wykonywania rajdów na tyły wroga na dalekiej północy. Szczególnie przydatne okazały się w głębokim śniegu, gdzie mogły poruszać się z prędkością około 25-35 km/h, gdy inne pojazdy w nim grzęzły. Wobec tego faktu konstrukcja aerosani przeszła modyfikacje i zostały wyposażone m.in. w lekki pancerz czołowy o grubości 10 mm. Maszyny zorganizowane zostały w bataliony transportowe lub bojowe liczące po 45 sztuk w 3 kompaniach, często współpracujące z piechotą na nartach. Aerosanie transportowe wiozące do 4 żołnierzy osłaniane były zwykle przez 2-osobowe wersje wyposażone w karabiny maszynowe. Wobec małej wytrzymałości na wybuchy, zwłaszcza ogień moździerzy, nie były stosowane do bezpośrednich ataków.

## Typy
W latach 20. i 30. XX wieku na wyposażeniu znajdowały się głównie konstrukcje Andrieja Tupolewa - ANT-I do ANT-V. Pierwsze zastosowane w wojsku w czasie wojny w Finlandii konstrukcje to KM-5 i OSGA-6 (oznaczone później jako NKŁ-6) produkowane w Moskwie. W czasie II wojny światowej pojawiły się zmodyfikowane konstrukcje NKŁ-16/41 i NKŁ-16/42, a produkcję przeniesiono do fabryk ZiS i GAZ i mniejszych. W 1941 lekko opancerzona konstrukcja M. Andriejewa NKŁ-26 weszła do produkcji seryjnej. W 1942 do produkcji weszły aerosanie RF-8 z silnikiem samochodowym GAZ-M1, w okresie późniejszym produkowane też były ciężkie aerosanie szturmowe ASD-400. 
Według radzieckiej klasyfikacji aerosanie zostały podzielone na typy:
- NKŁ (НКЛ)
  - NKŁ-6 (НКЛ-6)
  - NKŁ-16 (НКЛ-16)
  - NKŁ-16/41 (НКЛ-16/41)
  - NKŁ-16/42 (НКЛ-16/42)
  - NKŁ-26 (НКЛ-26)
- RF-8 (GAZ-98) (РФ-8 (ГАЗ-98)

## Okres powojenny

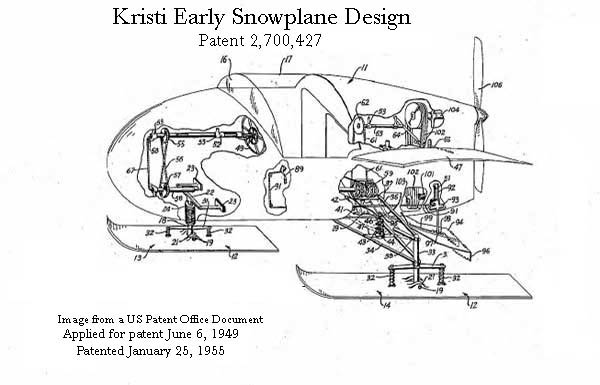
Patent USA na KRISTI's snowplane z 1955

Radzieckie aerosanie nie były jedynym pojazdem tego typu, zdolnym do poruszania się po śniegu. Próby budowy podobnych konstrukcji podjęto też w innych krajach, np. USA, gdzie na przełomie lat 50. i 60. powstawały tzw. KRISTI snowcats, gdzie aerosanie produkowane były pod nazwą snowplane (konstrukcja z lat 1947–1949, różne warianty nazwy w zależności od producenta). W związku z ograniczoną możliwością poruszania się w górach i terenie pofałdowanym, ich produkcja została zarzucona na rzecz pojazdów gąsienicowych – ratraków.
Obecnie dostępne są m.in. aerosanie-amfibia AS-2 konstrukcji rosyjskich zakładów Tupolewa, łączące cechy poduszkowca i aerosań (prędkość maksymalna 90 km/h na śniegu, 50 km/h na wodzie) w wersjach sanitarnej i pasażersko-transportowej.